# Molson Cup
De Molson Cup is een prijs die in Canada bij sommige ijshockeyteams elk seizoen wordt gegeven worden aan de belangrijkste speler van dat seizoen. Na elke wedstrijd wordt er een top 3 van spelers gemaakt, meestal door de media. Aan het eind krijgt de speler met de meeste punten de beker. De beker wordt gesponsord door Molson, een biermerk in Canada.

## Vancouver Canucks
| - 2007–08 - Roberto Luongo - 2006–07 - Roberto Luongo - 2005–06 - Alexander Auld - 2003–04 - Dan Cloutier - 2002–03 - Markus Naslund - 2001–02 - Markus Naslund - 2000–01 - Markus Naslund - 1999–00 - Mark Messier - 1998–99 - Garth Snow - 1997–98 - Pavel Bure - 1996–97 - Martin Gelinas | - 1995–96 - Trevor Linden - 1994–95 - Kirk McLean - 1993–94 - Pavel Bure - 1992–93 - Pavel Bure - 1991–92 - Pavel Bure - 1990–91 - Trevor Linden - 1989–90 - Kirk McLean - 1988–89 - Trevor Linden - 1987–88 - Kirk McLean - 1986–87 - Petri Skriko - 1985–86 - Richard Brodeur | - 1984–85 - Richard Brodeur - 1983–84 - Patrik Sundstrom - 1982–83 - Thomas Gradin - 1981–82 - Richard Brodeur - 1980–81 - Richard Brodeur - 1979–80 - Glen Hanlon - 1978–79 - Glen Hanlon - 1977–78 - Cesare Maniago - 1976–77 - Cesare Maniago - 1975–76 - Bobby Lalonde |